# 포르투갈의 날

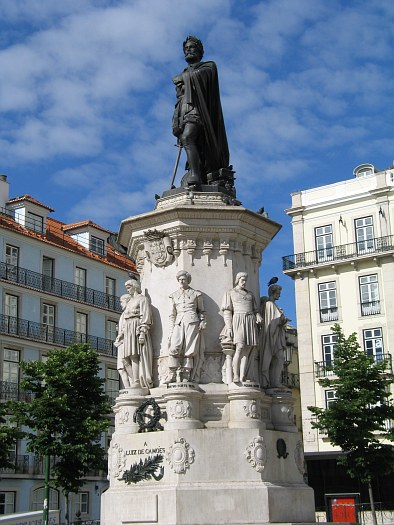

포르투갈의 날(포르투갈어: Dia de Portugal), 공식적으로 포르투갈, 카몽이스, 포르투갈 공동체의 날(포르투갈어: Dia de Portugal, de Camões e das Comunidades Portuguesas)은 포르투갈의 국경일로, 매년 6월 10일에 해당한다. 포르투갈의 공휴일 중 하나이며 전 세계 포르투갈인들이 기념한다. 1580년 6월 10일 포르투갈의 시인이자 국가적 문학 대표 명사인 루이스 드 카몽이스의 죽음을 기리기 위해 시작하였다.
6월 10일을 기념일로서 첫 번째 언급은 1880년 루이스 1세의 왕령에 의해 루이스 드 카몽이스의 기일을 기념한다고 선언한 것이다.

## 같이 보기
- 포르투갈어 사용국 공동체
- 포르투갈의 공휴일